# Recombinaison dissociative
La recombinaison dissociative désigne le processus par lequel un électron est capturé par un cation moléculaire pour donner une molécule neutre mais instable qui se dissocie immédiatement. Cette réaction est inobservable en environnement normal (et extrêmement difficile à étudier en laboratoire), mais est importante dans la chimie du milieu interstellaire ainsi que dans les ionosphères des planètes, où elle constitue la principale voie d'absorption moléculaire des électrons libres ainsi qu'une cause majeure de dissociation des molécules. Un exemple typique de recombinaison dissociative est celle de l'ion méthylium CH3+ :
CH3+ + e− → :CH2 + H·